# Меладзе Валерій Шотайович
Меладзе Валерій Шотайович (повне імя — Валер'ян Шотайович Меладзе; груз. ვალერი მელაძე; нар. 23 червня 1965, Батумі, Грузинська РСР, Аджарська АРСР, СРСР) — український радянський, український та російський російськомовний співак, продюсер грузинського походження. Заслужений артист Росії (2006), народний артист Чеченської Республіки (2008). Молодший брат композитора, співака, продюсера, заслуженого діяча мистецтв України Костянтина Меладзе і старший брат Ліани Меладзе.

## Біографія
Народився 23 червня 1965 року в Батумі, Грузинської РСР, Аджарської АРСР, СРСР.
Закінчив музичну школу за класом фортепіано. Вищу освіту здобув у університеті кораблебудування імені адмірала Макарова в місті Миколаєві, Україна. 1989 року брати увійшли до складу гурту Діалог на запрошення Кіма Брейтбурга.
1993 року розпочав сольну кар'єру, автором його пісень та беззмінним продюсером став брат Костянтин Меладзе. Перший альбом випущений 1995 року під назвою рос. «Сэра» і одразу здобув шалений успіх. Другий альбом вийшов 1996 року — рос. «Последний романтик»,1998 року — рос. «Самба белого мотылька», 1999 року — рос. «Всё так и было», 2002 року співак виступив із концертом у Кремлівському палаці на підтримку альбому рос. «Настоящее». Реліз наступного альбому рос. «Нега» відбувся 2003 року, тоді ж співак почав успішну співпрацю із гуртом «ВІА Гра». Популярність співака тільки зростала і 2005 року на його сольний виступ із програмою рос. «Океан» продані усі 12 тисяч квитків.
Три роки поспіль 2004, 2005 та 2006 року був визнаний найкращим співаком року за версією розважального телеканалу Муз-ТВ. 2006 року удостоєний звання заслужений артист Росії. 2007 року разом із братом став продюсером талант-шоу «Фабрика зірок-7» на Першому каналі.
У лютому 2022 року в Росії почали скасовувати концерти після його засудження війни РФ з Україною (він записав відеозвернення, де критикував дії російської влади). У квітні 2022 р. Меладзе відновив концертну діяльність.

## Дискографія
гурт «Діалог»
- Посредине мира (1991)
- Осенний крик ястреба (1993)

сольна кар'єра
- Сэра (1995)
- Последний романтик (1996)
- Самба белого мотылька (1998)
- Всё так и было (1999)
- Нега (2003)
- Вопреки (2008)
- Мой брат (2015)

## Відеографія

### Відеокліпи
- Лимбо (1994)
- Не тревожь мне душу, скрипка (1994)
- Сэра (1995)
- Посредине лета (1995)
- Ночь накануне Рождества (1995)
- Как ты красива сегодня (1996)
- Девушки из высшего общества (1996)
- Одиночество (1996)
- Актриса (1997)
- Самба белого мотылька (1997)
- Старый год (1998)
- Королева автострады (1998)
- Красиво (1999)
- Мечта (1999)
- Рассветная (1999)
- Текила-любовь (2000)
- Комедиант (2001)
- Спрячем слёзы от посторонних (2002)
- Я не могу без тебя (2002)
- Океан и три реки (2003, дует з «ВІАГрою»)
- Се ля ви (2003)
- Притяженья больше нет (2004, дует з «ВІАГрою»)
- Осколки лета (2004)
- Салют, Вера! (2005)
- Иностранец (2005)
- Без суеты (2006)
- Верни мою любовь (2006, дует з Ані Лорак)
- Сахара не надо (2007)
- Параллельные (2007)
- Безответно (2008, дует з Анастасією Приходько)
- Вопреки (2008)
- Обернитесь (2009, дует з Григорієм Лепсом)
- Небеса (2010)
- Побудь со мной (2011)
- Потерян и не найден (2012)
- Свет уходящего солнца (2012, за участю Вахтанга)
- Не теряй меня (2013, дует з Валерією)
- Свободный полёт (2014)
- Белые птицы (2015)
- Мой брат (2015, дует з Костянтином Меладзе)
- Прощаться нужно легко (2016)
- Свобода или сладкий плен (2017)
- Мама, не горюй! (2018, дует з MBANDом)
- Сколько лет (2019, дует з Мотом)
- Чего ты хочешь от меня? (2019)
- Мегаполисы (2019, дует з Альбіною Джанабаевой)
- Вижу Солнце (2020)
- Время вышло (2020)
- Полюбил (2021)

### Фільми
- 2004 — Сорочинський ярмарок — чорт
- 2006 — Зоряні канікули — Капітан Зед